# Philygria nigrescens
Philygria nigrescens är en tvåvingeart som först beskrevs av Cresson 1930.  Philygria nigrescens ingår i släktet Philygria och familjen vattenflugor. Inga underarter finns listade i Catalogue of Life.